# Som-klass

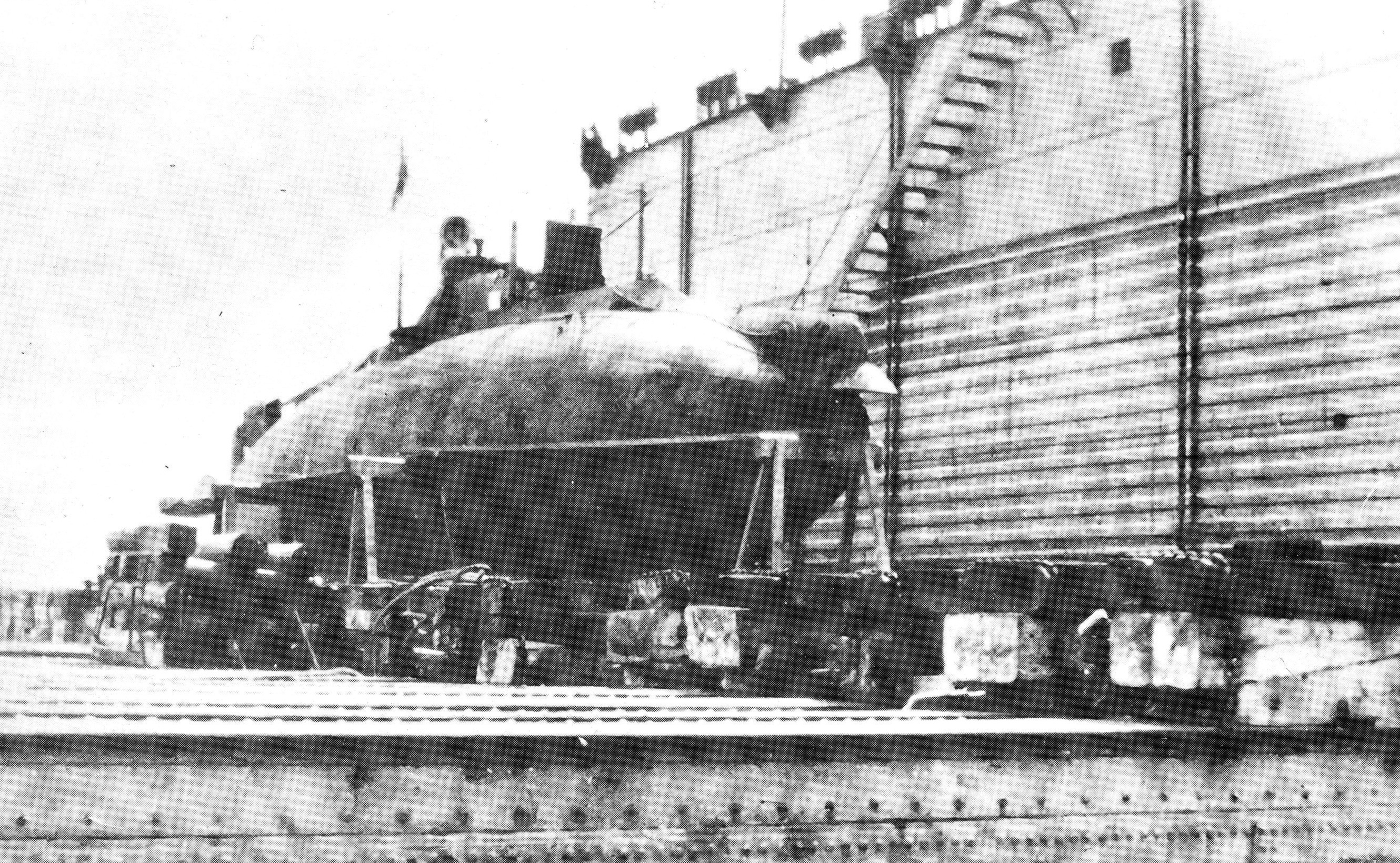
Fulton i docka, 1901 - blev Som efter ryskt köp 1904

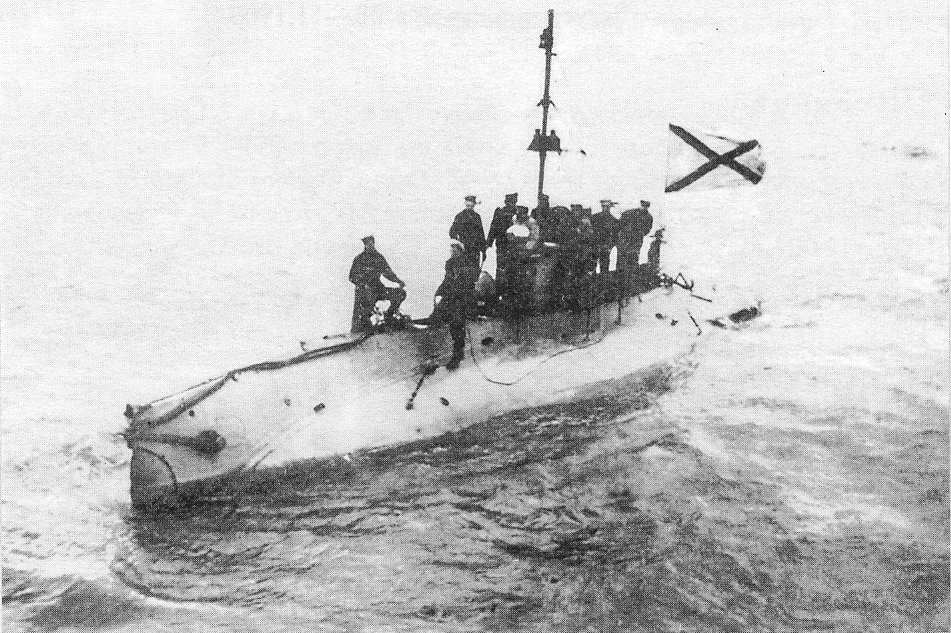
Beluga

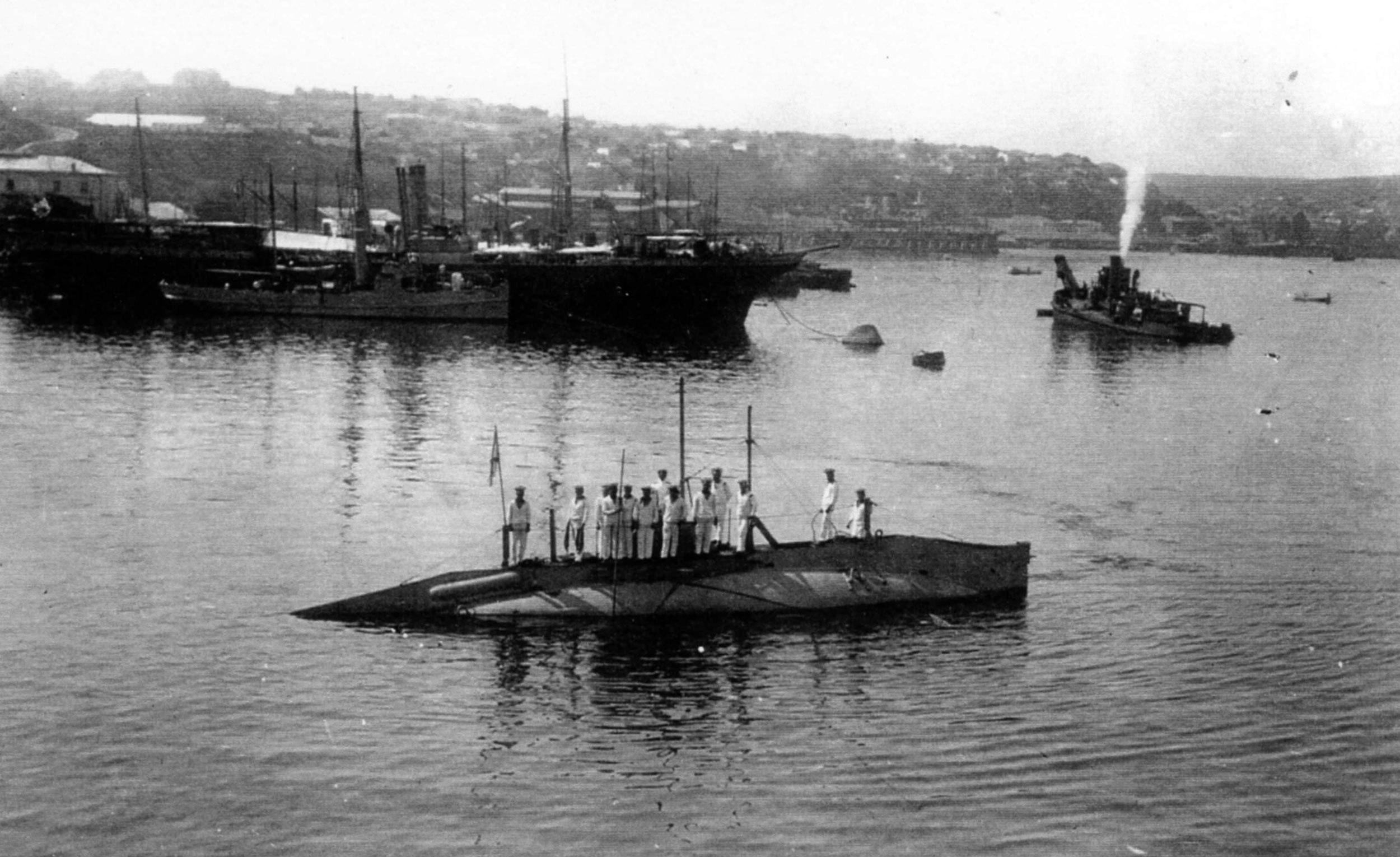
Losos i Sevastopol, 1912

Som-klassen  (ryska: Сом, sv. "Mal")  var en serie ubåtar byggda för ryska flottan år 1904-1907.
De ritades av Electric Boat Company i USA och beställdes i nödupprustningsprogrammet 1904 i samband med det rysk-japanska kriget.
Den första ubåten, Som, var ursprungligen den amerikanska Fulton, en experimentell ubåt som var prototypen för USS Plunger och den efterföljande Plunger-klassen av ubåtar som var sju till antalet, förutom Fulton. Fulton såldes och levererades till Ryssland i sektioner och monterades igen i Ryssland.
Med undantag för Fulton var alla båtar i Som-klassen byggda i Sankt Petersburg och anpassades för att kunna transporteras på järnväg till önskad hamn.

## Historia
I samband med inledningen av rysk-japanska kriget fick den ryska marina tekniska kommittén i uppdrag att skynda på expansionen av flottan som helhet, och ubåtsflottan i synnerhet. Parallellt med inhemsk rysk utveckling sågs även förvärv av utländska modeller som ett alternativ. 27 februari 1904 fick Nevsky-varvet i Sankt Petersburg i uppdrag av den ryska marintekniska kommittén (ITC) att bygga fem ubåtar efter modell av ubåten Fulton, ritad av John Philip Holland, byggd 1901, och inköpt till Ryssland den 31 maj 1904 där den fick det nya namnet Som.
Skrovet var byggt av ryskt material medan maskiner och utrustning köptes i USA. 15 juni 1905 började de första provturerna. Den 25 maj 1906, var alla fem båtar i drift. I juli 1907 byggdes ytterligare en båt som användes i subglaciala dykningar.
1909 utrustades fem av båtarna med dieselmotorer från bolaget "L. Nobel" i stället för de ursprungliga bensinmotorerna. En av båtarna, Beluga, fick en fotogenmotor som tillverkades av "Körting". Båtarna deltog i första världskriget med patrullering kring Baltikum. De var baserade i Libava, där de deltog i övningar med andra marina enheter.

## Ubåtarna
| Fartyg              | Namn                   | Sjösatt    | Tjänst / avveckling |
| ------------------- | ---------------------- | ---------- | --- |
| Som - Сомъ          | Malen                  | 1904       | tidigare Fulton från 1901 ritad av John Philip Holland - Levererad till Vladivostok år 1904 - till Svartahavsflottan och vidare till Östersjöflottan 1915 - sjönk efter kollision med det svenska ångfartyget Ångermanland den 10 maj 1916. Med största sannolikhet är det dess välbevarade vrak som hittades cirka sex kilometer utanför Grisslehamn i Östersjön den 21 juli 2015. |
| Beluga - Белуга     | Beluga                 | 1905       | Östersjöflottan - skrotad av tyskarna den 25 februari 1918 i Reval |
| Losos - Лосось      | Laxen                  | 1905       | Svartahavsflottan - skrotad av ententmakterna 1919 i Sevastopol |
| Peskar - Пескарь    | Sandkryparen (Gudgeon) | 1905       | Östersjöflottan - skrotad den 25 februari 1918 i Reval |
| Sjuka - Щука        | Gäddan                 | April 1905 | Östersjöflottan - skrotad den 25 februari 1918 i Reval |
| Streljad - Стерлядь | Sterlett               | 1905       | Östersjöflotten - skrotad den 25 februari 1918 i Reval |
| Sudak               | Gösen                  | 1907       | Svartahavsflottan - skrotad 1919 i Sevastopol |